# Henry Becque
Henry François Becque (9 de abril de 1837 - 12 de abril de 1899) fue un dramaturgo francés nacido en Lille. 

## Biografía
En 1867, Becque escribió el libreto para la ópera Sardanapale, de Victorin de Joncières, imitando a Lord Byron. Sin embargo, su primera obra importante fue Michel Pauper, publicada en 1870. El público y la crítica en general comenzaron a reconocer la importancia de esta obra de teatro cuando se realizó en el Odón en 1886. Les Corbeaux (1882) estableció la posición de Becque como un innovador, y en 1885 produjo su obra más exitosa, La Parisienne. Becque escribió pocas obras nuevas durante los últimos años de su vida, pero sus discípulos continuaron la tradición que había creado.
Sus otras obras incluyen a Querelles littéraires (1890) y Souvenirs d'un auteur dramatique (1895), conformadas casi en su totalidad por artículos reimpresos en los cuales no perdona a sus oponentes. Su Théâtre complet (3 vols., 1899) incluye L'Enfant prodigue (Vaudeville Theatre, 6 de noviembre de 1868); Michel Pauper (Théâtre de la Porte-Saint-Martin, 17 de junio de 1870); L'Enlèvement (Vaudeville, 18 de noviembre de 1871); La Navette (Gymnase, 15 de noviembre de 1878); Les Honnêtes Femmes (Gymnase, 1 de enero de 1880); Les Corbeaux (Comédie-Française, 14 de septiembre de 1882); y La Parisienne (Théâtre de la Renaissance, 7 de febrero de 1885).